# Bauerwartungsland
Bauerwartungsland sind in der Landschaftsgestaltung, Raumordnung oder Stadtplanung Grundstücksflächen, die nach ihren weiteren Grundstücksmerkmalen eine bauliche Nutzung aufgrund konkreter Tatsachen, insbesondere nach dem Stand der Bauleitplanung und nach der sonstigen städtebaulichen Entwicklung des Gebiets, mit hinreichender Sicherheit erwarten lassen.

## Allgemeines
Diese Legaldefinition aus § 3 Abs. 2 ImmoWertV erfasst Grundstücke, die nach einem örtlichen Flächennutzungsplan als Baugebiete für eine spätere Bebauung vorgesehen werden. Die Erwartung kann sich insbesondere auf eine entsprechende Darstellung der Flächen im Flächennutzungsplan, auf ein entsprechendes Verhalten der Gemeinde oder auf die allgemeine städtebauliche Entwicklung des Gemeindegebiets gründen.
Eine Einstufung als Bauerwartungsland kann solange erfolgen, wie die Gemeinde noch nicht eindeutig verbindlich die Bebaubarkeit eines Grundstücks in Aussicht gestellt hat. Das deutlichste Signal für den Übergang der Entwicklungsstufe Bauerwartungsland zum Rohbauland ist der kommunale Aufstellungsbeschluss für einen Bebauungsplan oder einen Erschließungsplan, der die bauliche Nutzung konkretisieren soll.

## Rechtsgrundlagen
Die verschiedenen Grundstücksarten im Hinblick auf ihre Bebauung werden im BauGB, im BewG und in der ImmoWertV behandelt, wenngleich der unterschiedliche Gesetzeszweck die Merkmale der Definition beeinflusst. Bauerwartungsland sind als Wohngebiet im Flächennutzungsplan ausgewiesene Grundstücksflächen, für die es jedoch noch keinen verbindlichen Bebauungsplan gibt.

## Grundstücksstatus
Je nach dem Status eines Grundstückes werden folgende Entwicklungsstufen unterschieden:
- Unbebaute Grundstücke sind nach § 178 BewG Grundstücke, auf denen sich keine benutzbaren Gebäude befinden. Gibt es auf einem Grundstück Gebäude, die auf Dauer keiner Nutzung zugeführt werden können, gilt das Grundstück als unbebaut. Als unbebaut gilt auch ein Grundstück, auf dem infolge von Zerstörung oder Verfall der Gebäude auf Dauer kein benutzbarer Raum mehr vorhanden ist (§ 178 Abs. 2 Satz 2 BewG).
- Bauerwartungsland sind nach § 3 Abs. 2 ImmoWertV Grundstücksflächen, die nach ihren weiteren Grundstücksmerkmalen eine bauliche Nutzung aufgrund konkreter Tatsachen, insbesondere nach dem Stand der Bauleitplanung, dem Flächennutzungsplan und nach der sonstigen städtebaulichen Entwicklung des Gebiets, mit hinreichender Sicherheit erwarten lassen.
- Rohbauland sind Grundstücksflächen, die nach den §§ 30 BauGB, § 33 BauGB oder § 34 BauGB für eine bauliche Nutzung bestimmt sind, deren Erschließung aber noch nicht gesichert ist oder die nach Lage, Form oder Größe für eine bauliche Nutzung unzureichend gestaltet sind.
- Bauland sind im Sinne des Baurechts Grundstücke, für die ein beschlossener Flächennutzungsplan die kurz- oder mittelfristige Bebauung vorsieht.[5]
- Baureifes Land sind gemäß § 3 Abs. 4 ImmoWertV vollständig erschlossene Grundstücke.

Im umgangssprachlichen Sinne ist Rohbauland ein Grundstück, auf dem nach dem Bauablauf ein Rohbau errichtet wird.
Das Bauerwartungsland hat den Status als unbebautes Grundstück überwunden und wird zum Rohbauland, dessen Erschließung allerdings noch nicht gesichert ist.

## Wirtschaftliche Aspekte
Auf dem Immobilienmarkt wird der Boden entweder als Produktionsfaktor für die Urproduktion (Bergbau, Fischerei, Forstwirtschaft, Landwirtschaft), den sekundären Sektor (Gewerbe, Handel, Industrie) oder als Konsumgut (Bauerwartungsland, Bauland) betrachtet, wobei die Lage der wesentliche preisbestimmende Faktor ist. Dabei hat der Grundstücksstatus im Regelfall Einfluss auf die Bodenpreise und ist deshalb Gegenstand der Immobilienspekulation.

## International
In Österreich sind „… (u)nter dem Begriff "Bauerwartungsland" (…) solche Flächen zu verstehen, die zwar im Bewertungszeitpunkt noch nicht in Bauland umgewidmet sind, deren Umwidmung und Verbauung aber nach ihrer Lage und Aufschließungsmöglichkeit nach den Grundsätzen der Raumordnung und Bauordnung in nächster Zeit möglich ist (…)“